# Physetocneme ciliosa
Physetocneme ciliosa là một loài bướm đêm thuộc phân họ Arctiinae, họ Erebidae.